# ナタリー・デセイ
ナタリー・デセイ（Natalie Dessay, 1965年4月19日 リヨン - ）は、フランスの声楽家。レパートリーの幅広いリリック・ソプラノおよびコロラトゥーラ・ソプラノであり、歌唱力と美貌を兼ね備えた現代世界最高のオペラ歌手の一人である。オペラ歌手としては、『後宮からの誘拐』のブロンデ役や『ナクソス島のアリアドネ』のツェルビネッタ役で著名である。ドイツ・オペラだけでなく、イタリア・オペラ、フランス・オペラなどにも広範なレパートリーを持つ。バリトン歌手のロラン・ナウリと結婚、子供2人とパリ近郊で暮している。
- 名前は発音では「ドゥセ」が近いが日本では「デッセイ」や「デッセー」表記で伝えられたため、こちらが浸透している。

## 経歴
本名は Nathalie Dessaix と綴られる（読みは同じ）。少女時代にナタリー・ウッドへの憧れから、名前から黙字の h を落としたという。元は女優だったが、奨められて声楽をボルドー国立音楽院に学び、またトゥールーズの教会で聖歌隊員として経験を積む。1年間パリ・オペラ座の声楽教室（Ecole d'Art Lyrique）に学んだ後、フランス・テレコム社主催の声楽コンクール「新しい声」（Les Voix Nouvelles）に優勝し、またウィーン国立歌劇場の「モーツァルト国際コンクール」でも覇者となる。たちまち多くの劇場から引く手あまたとなり、『劇場支配人』のヘルツ夫人や『ツァイーデ』のツェルビネッタといった役どころでリヨン歌劇場やオペラ・バスティーユに、また『こうもり』のアデーレでジュネーヴ歌劇場に出演した。
1992年4月と5月にオペラ・バスティーユにおいて、『ホフマン物語』のオランピア役で短期間ジョゼ・ヴァン・ダムと共演する。ロマン・ポランスキーの舞台演出は不評だったが、この出演を機にデセイはスター街道を上り詰めるきっかけをつかむことになり、まもなく別の演出による『ホフマン物語』にも同役で再登用され、十数年後にオペラ座で凱旋公演を行なった際にもオランピア役を演じている。
その後間まもなくウィーン国立歌劇場において、モーツァルトの『後宮からの誘拐』の上演にブロンデ役で出演し、その後は『ホフマン物語』のドイツ語版の公演で、シェリル・ステューダーの代役を務めるように依頼される。1993年12月のオランピア役は、ウィーンの聴衆の心を捕らえ、プラシド・ドミンゴと地元のマスメディアは、デセイの表向き努力知らずの発声法が信じがたいと口々に唱えた。次の公演はカルロス・クライバーの指揮のもと、リヒャルト・シュトラウスの『ばらの騎士』でバーバラ・ボニーと共演する運びとなっていたが、この計画は実現しないままクライバーは2004年に他界した。
1994年10月にニューヨーク・メトロポリタン歌劇場にデビューし、リヒャルト・シュトラウス『アラベラ』のフィアカーミリ役を務める。1997年9月にはツェルビネッタ役で、1998年2月にはオランピア役でメトロポリタン歌劇場に再登場を果たした。その後、ウィーン国立歌劇場から、リヒャルト・シュトラウスの『影のない女』とベルクの『ルル』への出演を打診されるが、後者への登用を断っている。
エクサンプロヴァンス音楽祭において、初めて『魔笛』の「夜の女王」役に挑む。当初は悪役をすることを嫌がって、夜の女王役を演じることを躊躇っていたが、演出家のロバート・カーセンに説得されて、この役柄は違うのだ（つまりパミーナの姉妹のようなものなのだ）と考えを改めた。今では「夜の女王はこれっきり、ということがずっと続いていきそうです」と言いながら、この役柄を引き受けており、それから何年間も「これで最後の」夜の女王役に取り組んでいる。
2001年から2002年までウィーンにおける定期公演では、声の不調に悩まされ、『夢遊病の女』の上演スケジュールから降ろされた上、その後のいくつかの公演、たとえばリヨン歌劇場における『ランメルモールのルチア』のフランス語版や、コヴェント・ガーデンにおけるツェルビネッタ役も降板を余儀なくされた。この2年間デセイは舞台を去って、声帯の外科手術を受けている。2003年2月にパリで復活公演を行い大成功をおさめ、その翌月にはツェルビネッタ役でメトロポリタン歌劇場に復帰した。後者の模様は映像に収録された。
2003年の夏にサンタフェ歌劇場において盛大なコンサートを行い、ニューメキシコ州に（とりわけサンタフェ）に大いに魅了されたデセイは、翌年の定期に『夢遊病の女』を引っさげて再演することを同劇場に申し入れたほどである。総監督のリチャード・ガッデスは、2004年の夏の音楽祭の編成を見直して、その申し出を実行させた。2006年の夏には、やはりサンタフェ歌劇場に『魔笛』のパミーナ役で出演している。
故障の再発によって再び降板となり、再々手術を受け、2005年に舞台復帰を果たすもレパートリーの見直しを余儀なくされ、幾つかのレパートリーを捨てるとともに、新たなレパートリーを取り入れる結果となった。その例が、マスネ『マノン』のタイトル・ロールや、グノー『ロメオとジュリエット』のジュリエット役、ドニゼッティ『ランメルモールのルチア』のルチア役、『椿姫』のヴィオレッタ役である。『椿姫』については、ヴィオレッタはもう歌わないと発言しつつ公演の舞台裏を紹介する2013年のドキュメンタリー『椿姫ができるまで』に出演した。映画では『戦場のアリア』でダイアン・クルーガー演じるアナの歌唱を吹き替えも行った。
故障に加え、近年オペラでは声域や声質に合った役柄の限界もあり、2013年10月にオペラからは引退することを発表した。歌曲の演奏機会は増化しており、シャニ・ディリュカのピアノ・アルバム『ROAD66』ではコール・ポーターの「恋とは何でしょう」をクラシック音楽の枠を超え、非オペラの発声で歌っている。2014年4月にはピアニストのフィリップ・カサールと共に来日、リサイタルを行った。
CD録音は各社のクラシック部門縮小までEMI・ヴァージン・クラシックスから継続的に行われた。デビュー・アルバムはモーツァルトによるコンサート・アリア（アロイジア・ヴェーバーのために書かれた楽曲を主体とする）。フランス・オペラのアリア集や『ヴォカリーズ』では持ち役だったものが多数聴かれる。ベッリーニ、ドニゼッティ、R.シュトラウス作品を歌ったアルバムやオペラの全曲録音があり、持ち役以外でもバッハのカンタータやブラームスの『ドイツ・レクイエム』のソリストも務めたCDがある。夜の女王を含むモーツァルトのオペラ・アリア集もリリースされたが、スザンナやバルバリーナを公演で演じた『フィガロの結婚』は含まれなかった。この2社以外ではデッカからの『ポントの王ミトリダーテ』とエラートからの『魔笛』、『ホフマン物語』にそれぞれ全曲盤がある。
2005年作のアニメ映画『Rio 2』（米）のフランス語版や、2018年作のアニメ映画『ディリリとパリの時間旅行』（仏）（エマ・カルヴェEmma Calvé 役）で吹き替えをしている。

## 役
| 役名           | 作品名                 | 作曲家                   |
| -------------- | ---------------------- | ------------------------ |
| バルバリーナ   | フィガロの結婚         | モーツァルト             |
| スザンナ       | フィガロの結婚         | モーツァルト             |
| 夜の女王       | 魔笛                   | モーツァルト             |
| パミーナ       | 魔笛                   | モーツァルト             |
| ツァイーデ     | ツァイーデ             | モーツァルト             |
| ヘルツ夫人     | 劇場支配人             | モーツァルト             |
| ブロンデ       | 後宮からの誘拐         | モーツァルト             |
| アスパージア   | ポントの王ミトリダーテ | モーツァルト             |
| クレオパトラ   | ジュリオ・チェーザレ   | ヘンデル                 |
| モルガーナ     | アルチーナ             | ヘンデル                 |
| ヴィオレッタ   | 椿姫                   | ヴェルディ               |
| ムゼッタ       | ラ・ボエーム           | プッチーニ               |
| マリー         | 連隊の娘               | ドニゼッティ             |
| ルチア         | ランメルモールのルチア | ドニゼッティ             |
| アミーナ       | 夢遊病の女             | ベッリーニ               |
| ジュリエット   | ロメオとジュリエット   | グノー                   |
| ラクメ         | ラクメ                 | ドリーブ                 |
| メリザンド     | ペレアスとメリザンド   | ドビュッシー             |
| マノン         | マノン                 | マスネ                   |
| オランピア     | ホフマン物語           | オッフェンバック         |
| アントニア     | ホフマン物語           | オッフェンバック         |
| ユリディス     | 地獄のオルフェ         | オッフェンバック         |
| オフェーリア   | ハムレット             | トマ                     |
| ツェルビネッタ | ナクソス島のアリアドネ | リヒャルト・シュトラウス |
| フィアカーミリ | アラベラ               | リヒャルト・シュトラウス |
| アミンタ       | 無口な女               | リヒャルト・シュトラウス |